# Георги Хаджийски
Георги Хаджийски е български учител, блогър, етнопсихолог, етнограф, писател, общественик.

## Биография
Роден е на 2 април 1967 г. в Самоков, където завършва средното си образование през 1985 г. в ПГ „Константин Фотинов“. От 1985 г. до 1987 г. отбива военната си служба в Момчилград. През 1990 г. завършва учителския институт „Любен Каравелов“ в Кърждали, специалност история и география. Продължава образованието си във Великотърновския университет „Св. св. Кирил и Методий“, специалност история, но се отказва поради заболяване от диабет първи тип. През 1998 г. завършва Софийския университет „Св. Климент Охридски“ като бакалавър по специалност социална педагогика, а през 2000 г. го завършва с пълно отличие и с магистърска образователно – квалификационна степен по специалност социални дейности със специализация мениджмънт на социалните дейности.
Трудова кариера – работил е като учител по география в МЕТ „Никола Вапцаров“ г. Самоков, учител по история и география в ОУ „Любен Каравелов“ с. Горни Окол и в ОУ „Св. св. Кирил и Методий“ с. Широки дол, както и като социален работник, началник отдел и ръководител на Общинската служба за социално подпомагане г. Самоков. Бил е педгогически съветник и помощник директор на СУ „Отец Паисий“ г. Самоков, както и кмет на с. Драгушиново.

## Творчество
Основните теоретико – приложни разработки на Г. Хаджийски са в областта на етнопсихологията и етнографията, както и историята на изкуството и историята на философията. Участвал е в разработването и управлението на над 20 проекта в сферата на социалната интеграция на дезинтегрирани малцинствени общности.
Автор и съавтор е на книгите:
- Етнопсихопедагагика на детето, 2004 г., ISBN 954-91411-1-X
- Въведение в душевността на българските цигани, 2011 г., ISBN 978-954-92204-4-5
- Образование за всички, 2013 г.
- Драгушиново или за шепота на преданията, 2013 г., ISBN 978-619-90111-1-9
- За нашето минало и нашата вечност. Есета, 2019 г., ISBN 978-954-378-173-7

Има над 100 научни и публицистични материали в областта на етнопсихологията, социалната психология, социалната педагогика, историята на изкуството, историята на философията, социалната политика, публикувани в списанията „Обществено възпитание“, „Педагогика“, „Психология журнал“, „Образование и квалификация“, „Образование“, „Управление на училището и детската градина“, „Мениджър“, „Инсайт“, „Усури“, „История“, „Философия“, „Идеи“ и др.

## Идеологически виждания
В основата на неговите теоретични концепции е изследването на стремежа към безсмъртие, присъщ на всяко живо същество, който при човека се проявява на индивидуално и социално ниво. Следването на този стремеж води до личностно израстване и хармония, както и до обществен напредък, а потискането, отклоняването, сублимирането – до личностни патологии и социална дезинтеграция.